# مورگان سانسون
مورگان سانسون (فرانسوی: Morgan Sanson‎؛ زادهٔ ۱۸ اوت ۱۹۹۴) بازیکن فوتبال اهل فرانسه است.
از باشگاه‌هایی که در آن بازی کرده‌است می‌توان به لو مان، مون‌پلیه، مارسی و استون ویلا اشاره کرد.